# Beriah Palmer
Beriah Palmer (* 1740 im Bristol County, Province of Massachusetts Bay; † 20. Mai 1812 in Ballston Spa, New York) war ein US-amerikanischer Jurist und Politiker. Zwischen 1803 und 1805 vertrat er den Bundesstaat New York im US-Repräsentantenhaus.

## Werdegang
Beriah Palmer wuchs während der britischen Kolonialzeit auf. Er besuchte Gemeinschaftsschulen. 1769 zog er nach Cornwall im Orange County. Er studierte Jura. Nach dem Erhalt seiner Zulassung als Anwalt begann er in New York zu praktizieren. Er ging Vermessungsarbeiten nach und war bei Burnt Hills als Farmer tätig. 1774 zog er nach Ballston Spa im Saratoga County. Während des Unabhängigkeitskrieges diente er im 12. Regiment der Miliz von New York. Er war 1779 als Assessor tätig und in den Jahren 1780, 1783 und 1784 als Commissioner of Roads im Distrikt von Ballston. 1784 bekleidete er den Posten des Postmeisters. Palmer saß im Committee of Safety von Albany County. Er hielt in den Jahren 1790, 1791 und 1799 den Posten als Supervisor von Saratoga County inne. 1791 war er Moderator des First Board of Supervisors im Saratoga County. Im selben Jahr wurde er zum Richter am Court of Common Pleas ernannt. Zwischen 1792 und 1795 saß er in der New York State Assembly. 1801 nahm er als Delegierter an der verfassunggebenden Versammlung von New York teil.
Als Gegner einer zu starken Zentralregierung schloss er sich in jener Zeit der von Thomas Jefferson gegründeten Demokratisch-Republikanischen Partei an. Bei den Kongresswahlen des Jahres 1802 für den 8. Kongress wurde er im elften Wahlbezirk von New York in das US-Repräsentantenhaus in Washington, D.C. gewählt, wo er am 4. März 1803 als erster Abgeordneter dieses Distrikts seinen Dienst antrat. Er schied nach dem 3. März 1805 aus dem Kongress aus.
Nach seiner Kongresszeit war er zwischen 1808 und 1812 als Vormundschafts- und Nachlassrichter (surrogate) im Saratoga County tätig. Er verstarb am 20. Mai 1812 in Ballston Spa und wurde dann auf dem Village Cemetery beigesetzt. Der Britisch-Amerikanische Krieg brach ungefähr einen Monat später aus.